# 李惠国
李惠国（1938年5月—），吉林长春人，中国社会科学院文献研究中心原主任、研究员，中国社会科学院荣誉学部委员。